# معبد الوحدة (بهائية)
معبد الوحدة هو كتاب صغير، نُشر لأول مرة في يوليو 2006، ويحتوي على لوح بهاءالله، من أوائل فترة عكا، إلى مانيكجي صاحب، وهو زرادشتي بارز، ولوح مصاحب موجه إلى ميرزا أبو الفضل، سكرتير مانيكجي صاحب في ذلك الوقت.
تقدم هذه الألواح، إلى جانب ثلاثة ألواح ملهمة أقصر، لمحة عن علاقة حضرة بهاءالله بأتباع الزرادشتية.
عنوان هذا العمل مأخوذ من المقطع التالي:
| « | لقد رُفعت خيمة التوحيد، فلا تغربوا عن بعضكم بعضًا. أنتم أثمار شجرة واحدة، وأوراق غصن واحد. الحق أقول: إن كل ما يؤدي إلى زوال الجهل وزيادة المعرفة كان، وسيبقى، مقبولًا عند رب العالمين. قل: يا أيها الناس! امشوا في ظل العدل والصدق، والتجؤوا إلى خيمة التوحيد. | » |

## قرص إلى Mánikc͟hí Ṣáḥib (Lawh-i-Mánikc͟hí Ṣáḥib)
كشف عنه بناءً على طلب مانيكتشي صاحب باللغة الفارسية الصرفة، يتكون من 19 فقرة. ويؤكد على عالمية ادعاء بهاء الله النبوي، ويتضمن بعض التعاليم المركزية للدين البهائي.

## أجوبة على أسئلة مانيكتشي صاحب من لوح إلى ميرزا أبو الفضل
وهذا لوح طويل كُشف عنه في الأول من يوليو عام 1882. ومن بين المواضيع التي تمت مناقشتها:
- طبيعة الخلق.
- العلاقة بين الإيمان والعقل.
- التوفيق بين الاختلافات الموجودة بين القوانين والأحكام الخاصة بالأديان المختلفة ( الهندوسية، ديانة مهاباد، الزرادشتية، المسيحية والإسلام).
- مطالباتهم الخاصة بالحصرية.
- درجات متفاوتة من الحرص على الترحيب بالآخرين في صفوفهم.

## لوح الأسئلة السبعة (لوح هفت بورسيسه)
هذه اللوحة هي رد حضرة بهاءالله على الأسئلة التي طرحها الأستاذ جوان مرد، وهو بهائي مبكر من أصل زرادشتي وتلميذ سابق لمانيتشي صاحب.
الأسئلة تتعلق بالمواضيع التالية:
- بأي لسان وبأي جهة ينبغي أن نعبد الله؟
- إيمان الله
- المعارضة
- سهاه بهرام
- جسر الصراط، الجنة والنار
- الروح
- نسب ونسب حضرة بهاءالله

## قرصين آخرين
هذين اللوحين القصيرين، كل منهما موجه إلى مؤمن من أصل زرادشتي، ملهمان بطبيعتهما، ويدعوان المؤمنين إلى الأفعال، وليس الأقوال.

## روابط خارجية
- شبكة المرأة البهائية: صدور مجلد جديد من الكتابات البهائية المقدسة
- لوح إلى مانيكتشي صاحب ، ترجمة مؤقتة مع مقدمة ومخطط موجز، بقلم رامين نيشاتي.
- بهاء الله عن الهندوسية والزرادشتية: اللوح الموجه إلى ميرزا أبو الفضل بشأن مسائل ماناكجي ليمجي هاتاريا ، مقدمة وترجمة مؤقتة بقلم خوان ر. آي. كول